# Левки (Оршанский район)
Левки (бел. Ляўкі́) — деревня в Оршанском районе Витебской области Беларуси. Расположена в 28 км от Орши, в 2 км от Копыси. Левки входит в состав Зубовского сельсовета.

## История
Упоминается в 1669 году как деревня в составе имения Копысь Оршанского повета Великого княжества Литовского .

## Население

### Численность
- 2009 год — 122 жителей

### Динамика
- 1999 год — 148 жителей (перепись населения)
- 2009 год — 122 жителей (перепись населения)

## Достопримечательности
- Мемориальный заповедник "Левки" — филиал Государственного литературного музея Янки Купалы —  Историко-культурная ценность Республики Беларусь, шифр 213Б000134.
- Памятник Янке Купале (1982) —  Историко-культурная ценность Республики Беларусь, шифр 213Б000134.
- Мемориальная доска в честь Я. Купалы.
- Вековая липовая аллея у деревни Левки — ботанический памятник природы. Расположена в окрестностях деревни Левки (в 300 метрах от юго-западной окраины деревни) в пойме реки Днепра (в 400 метрах восточнее русла реки).

## Галерея

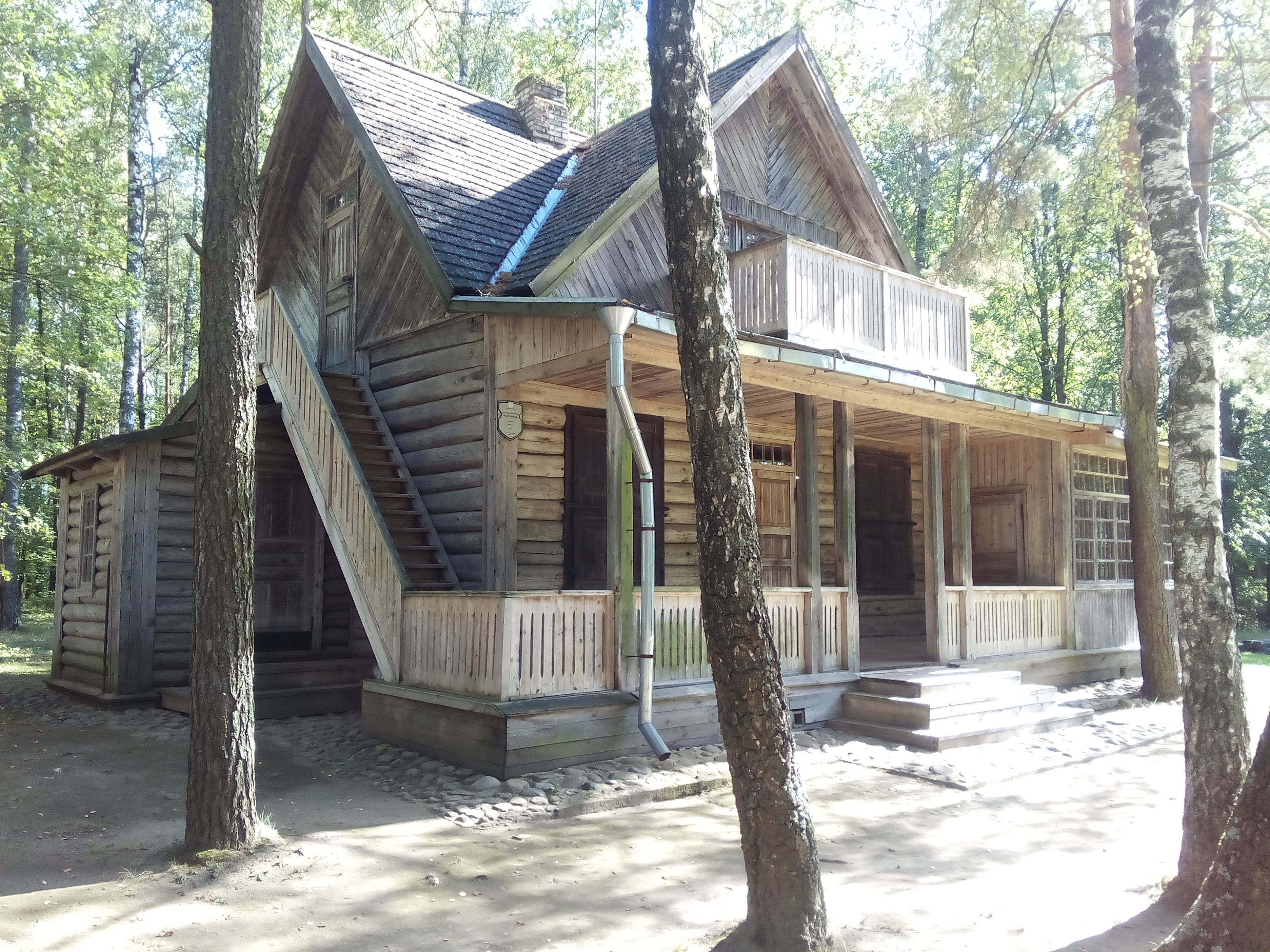
Дача Я. Купалы
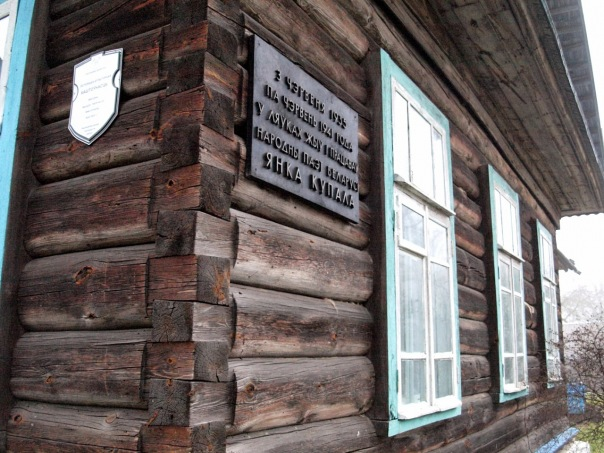
Мемориальная доска на здании бывшей администрации Копысского лесничества
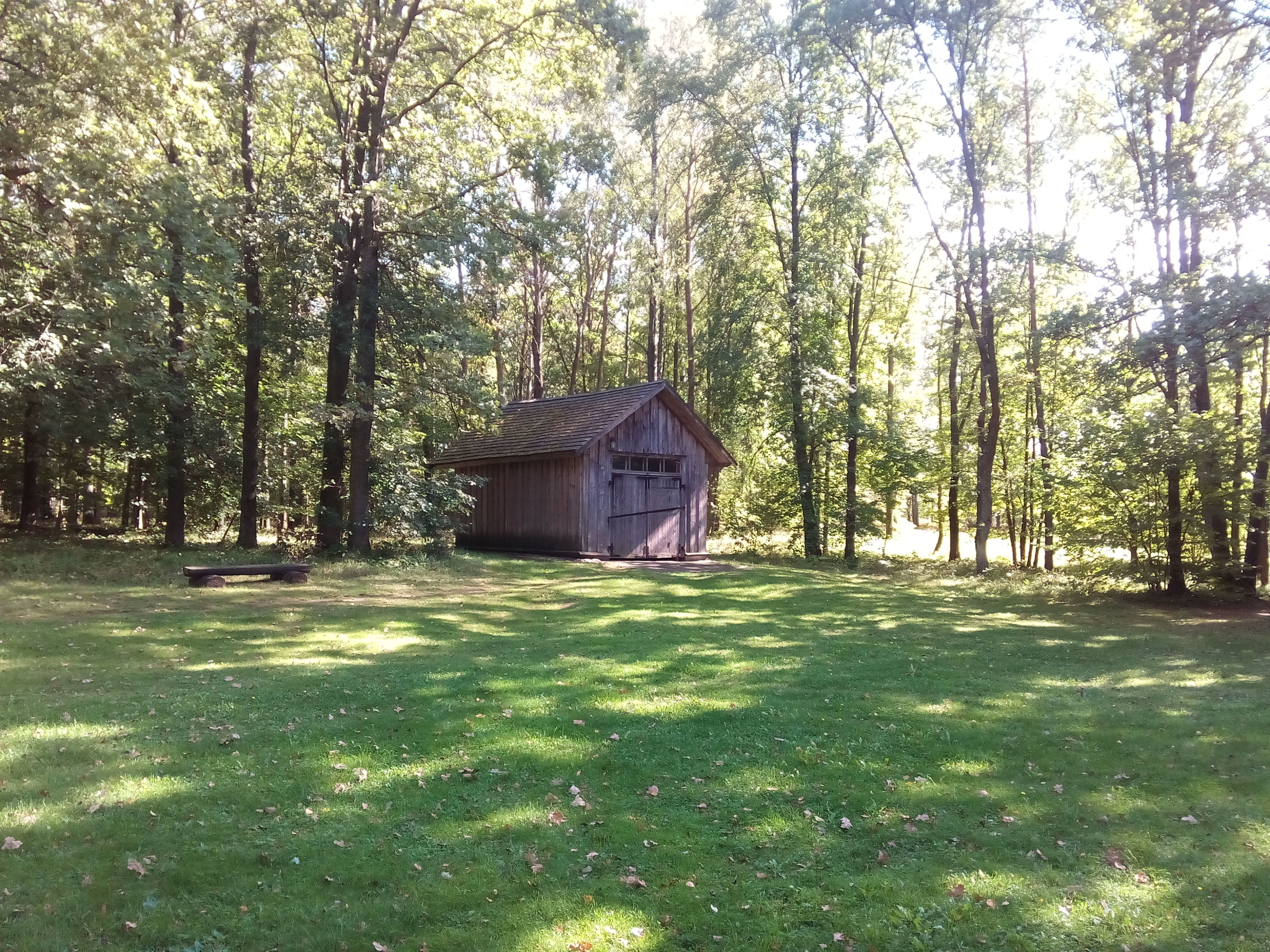
Гараж
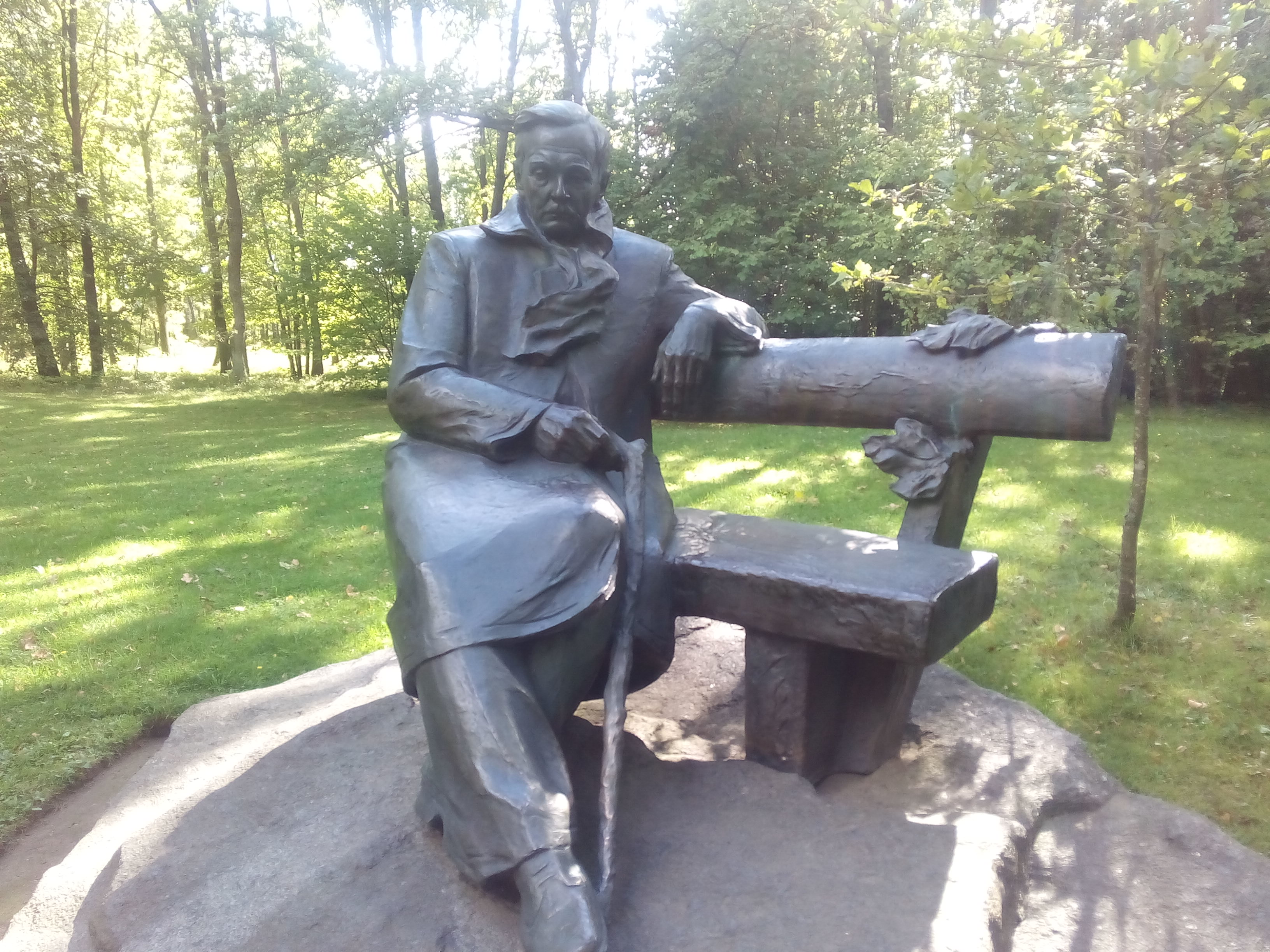
Памятник Янке Купале
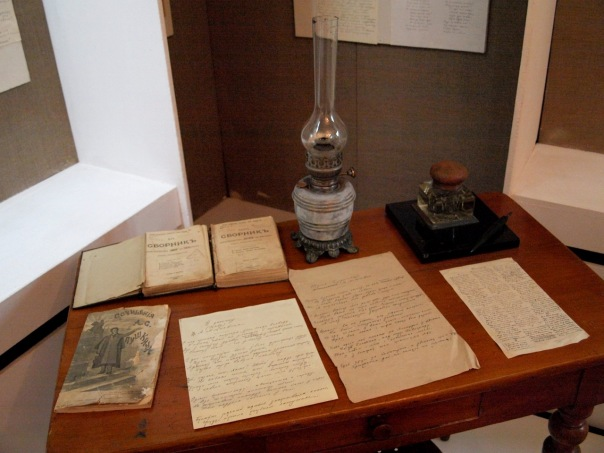
Часть экспозиции музея

## Известные лица
- Шестовский, Ким Фёдорович (1935—2016) — белорусский художник.

## Сноски
1. ↑  НГАБ, ф. 1875, воп. 1, спр. 5